# نير إيال
نير إيال(مواليد 1970) متخصص في أخلاقيات علم الأحياء، وأستاذ هنري روتجرز لأخلاقيات علم الأحياء، ومدير مركز الأخلاقيات الحيوية على مستوى السكان في جامعة روتجرز في نيو جيرسي. كان سابقًا خبيرًا في أخلاقيات علم الأحياء في قسم الصحة العالمية والسكان بجامعة هارفارد في قسم تشان للصحة العامة وقسم الصحة العالمية والطب الاجتماعي في كلية الطب بجامعة هارفارد. عمل منذ فترة طويلة بشكل كبير مع عالم الأخلاقيات البيولوجية بجامعة هارفارد دانييل ويكلر. تتعلق رؤية إيال الحالية بدوره في دراسة أخلاقيات تجارب التحدي البشري في تطوير لقاح فيروس نقص المناعة البشرية والملاريا وفيروس كورونا. وقد كتب أيضًا عن العوامل الخارجية أثناء الأوبئة والأمراض المعدية وتتبع العقد أثناء الإيبولا.

## الوظيفة
تلقى الدكتور إيال تعليمه المبكر في جامعة تل أبيب والجامعة العبرية في إسرائيل، كما أتمَّ الدكتوراة في العلوم السياسية من جامعة أكسفورد. عمل مع بيتر سينجر وآخرين خلال دراسته لما بعد الدكتوراة 2004-2006 في جامعة برينستون في قسم الأخلاقيات الحيوية السريرية للمعاهد الوطنية للصحة ومركز جامعة برينستون للقيم الإنسانية. أجرى أبحاثًا ودرس عام 2019 في قسم الصحة العالمية والطب الإجتماعي بكلية الطب بجامعة هارفارد وفي قسم الصحة العالمية والسكان بجامعة هارفارد تي اتش تشان للصحة العامة. خلال تلك السنوات الثلاثة عشر، كان منتسبًا إلى كلية الحقوق بجامعة هارفارد وكلية الآداب والعلوم بجامعة هارفارد ومراكز أبحاثهما. وبين العامين 2009 و 2010 أصبح زميلًا لهيئة التدريس في زيارة مركز إدموند للأخلاقيات في جامعة كامبريدج.
منذ منتصف عام 2019، أصبح الدكتور إيال عضوًا في هيئة التدريس في قسم الفلسفة في روجرز ومديرًا لمركز الأخلاقيات الحيوية على مستوى السكان هناك.

## التعليم والتدريب بعد الدكتوراة
- 2004-2006 زمالة هارولد تي شابيرو لما بعد الدكتوراه في أخلاقيات علم الأحياء، مركز جامعة برينستون للقيم الإنسانية.
- 2002-2004 زميل ما بعد الدكتوراة، المعاهد الوطنية للصحة، قسم أخلاقيات البيولوجيا السريرية.
- 1998-2003 دكتوراة في الفلسفة السياسة، جامعة أكسفورد.
- 1994-1998 ماجستير فلسفة ،الجامعة العبرية.
- 1991-1994 إجازة في الفلسفة والتاريخ، جامعة تل أبيب.

## الجوائز
- زمالة ليدي ديفيس - الجامعة العبرية في القدس (2018).
- رشح لجائزة كلية دونالد أوهارا للتميز في التدريس - كلية الطب في جامعة هارفارد (2014).
- جائزة رئيس الجامعة - جامعة روسكيلد (2013).
- جائزة الأكاديميين يقفون ضد الفقر (ASAP) - جامعة ييل (2011).
- جائزة مارك إس إهرنريتش في أبحاث أخلاقيات الرعاية الصحية - الرابطة الدولية لأخلاقيات البيولوجيا وUSC - لأفضل ورقة في المؤتمر الدولي لأخلاقيات البيولوجيا، مع المؤلف المشارك نيما صوفاير (2010).
- جائزة الباحث الشاب، برنامج الأخلاق والحياة العامة - جامعة كورنيل (2006).

## أبحاث مختارة
- Steel R, Buchak L, Eyal N. Why continuing uncertainties are no reason to postpone challenge trials for coronavirus vaccines. Journal of Medical Ethics. 2020. DOI 10.1136/medethics-2020-106501.[4]
- Eyal N, Halkitis PN. AIDS Activism and Coronavirus Vaccine Challenge Trials. AIDS and Behavior, 2020.
- Eyal N, Lipsitch M, Smith PG. Human challenge studies to accelerate coronavirus vaccine licensure. J Infect Dis. 2020;221:1752.
- Eyal N. The benefit/risk ratio challenge in clinical research, and the case of HIV cure: an introduction. J Med Ethics. 2017;43:65–6.
- Eyal N. How to keep high-risk studies ethical: classifying candidate solutions. J Med Ethics. 2017;43:74–7.
- Eyal N. Why Challenge Trials of SARS‐CoV‐2 Vaccines Could Be Ethical Despite Risk of Severe Adverse Events. Ethics & Human Research. 2020.
- Eyal N, Lipsitch M, Smith PG. Human challenge studies to accelerate coronavirus vaccine licensure. 2020. The Journal of infectious diseases 221 (11), 1752–1756.
- Brown MJ, Goodwin J, Liddell K, Martin S, Palmer S, Firth P, N Eyal, ... Allocating Medical Resources in the Time of COVID-19. The New England journal of medicine 2020:382
- Eyal N, Lipsitch M. Ethical Comparators in Coronavirus Vaccine Trials.
- Eyal N, Hurst SA, Murray CJL، Wikler D, Schroeder SA. Measuring the Global Burden of Disease: Philosophical Dimensions. Oxford University Press, USA. 2020.
- Eyal N, Wikler D. Ethical complexities of responding to bystander risk in HIV prevention trials. Clinical Trials 2020:16(5), 458–460.
  - Google Scholar list of publications by Nir Eyal

بالتعاون:
- Daniel W. Brock of Harvard Medical School's DME and Harvard's Program in Ethics and Health
- Norman Daniels of Harvard T.H. Chan School of Public Health
- Ezekiel Emanuel
- Marc Lipsitch of Harvard T.H. Chan School of Public Health
- Christopher J. L. Murray, widely interviewed American public health scholar at Institute for Health Metrics and Evaluation (IHME) at the University of Washington in Seattle. The Institute for Health Metrics and Evaluation COVID model was called the Chris Murray model in White House press briefings.[5]
- Ole Norheim, University of Bergen، Bergen, Norway
- Dan Wikler of Harvard T.H. Chan School of Public Health
- Till Baernighausen, University of Heidelberg

## الحياة الشخصية
إيال متزوج من ليا برايس، أستاذة اللغة الإنجليزية المتميزة في هنري روتجرز بجامعة روتجرز، ومؤسسة ومديرة مبادرة روتجرز للكتاب ومؤلفة العديد من الكتب، كانت برايس أستاذة في الأدب الإنجليزي والأمريكي في جامعة هارفارد، حيث أصبحت في سن 31 عامًا واحدة من أصغر الأساتذة المساعدين الذين تمت ترقيتهم إلى جامعة هارفارد. لديهم ابن واحد ويعيشون في برينستون، نيو جيرسي.
إيال عضو في مجموعة (نعطي ما نستطيع) ، وهي مجموعة من الأشخاص الذين تعهدوا بتقديم 10٪ على الأقل من دخلهم للجمعيات الخيرية الفعالة.